# Kimble County
Das Kimble County ist ein County im Bundesstaat Texas der Vereinigten Staaten. Das U.S. Census Bureau hat bei der Volkszählung 2020 eine Einwohnerzahl von 4.286 ermittelt. Der Sitz der County-Verwaltung (County Seat) befindet sich in Junction.

## Geographie
Das County liegt etwa 40 km südwestlich des geographischen Zentrums von Texas und hat eine Fläche von 3240 Quadratkilometern, wovon 1 Quadratkilometer Wasserfläche ist. Es grenzt im Uhrzeigersinn an folgende Countys: Menard County, Mason County, Gillespie County, Kerr County, Edwards County und Sutton County.

## Geschichte
Kimble County wurde 1858 aus Teilen des Bexar County gebildet. Benannt wurde es nach George C. Kimbell, einem Verteidiger in der Schlacht von Alamo.

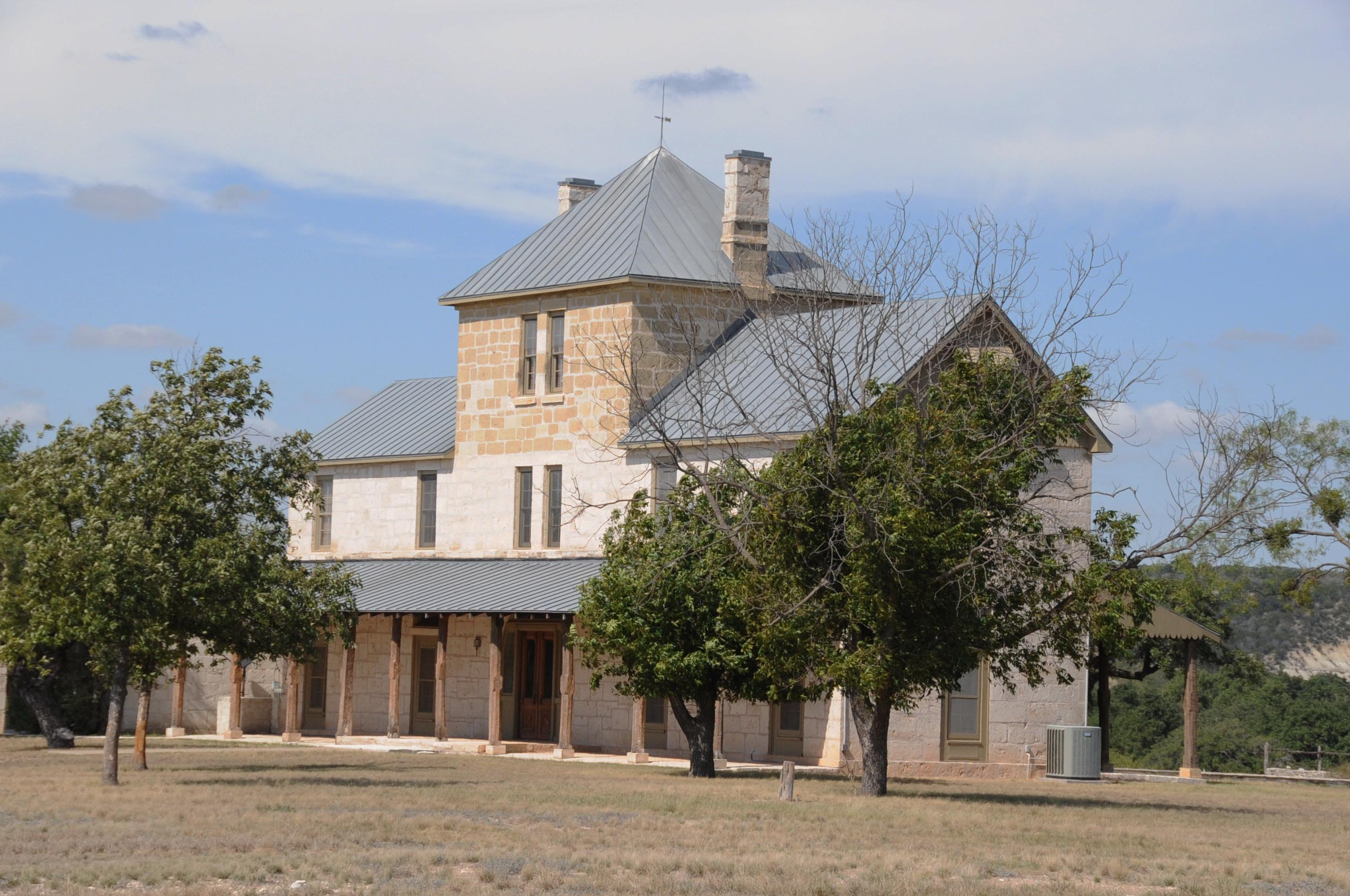
Brambletye (2015)

Vier Bauwerke im County sind im National Register of Historic Places („Nationales Verzeichnis historischer Orte“; NRHP) eingetragen (Stand 25. November 2021), Brambletye, das Kimble County Courthouse und zwei Brücken auf dem State Highway 27.

## Demografische Daten

Alterspyramide des Kimble Countys (Stand: 2000)

Nach der Volkszählung im Jahr 2000 lebten im Kimble County 4.468 Menschen; es wurden 1.866 Haushalte und 1.285 Familien gezählt. Die Bevölkerungsdichte betrug 1 Einwohner pro Quadratkilometer. Ethnisch betrachtet setzte sich die Bevölkerung zusammen aus 90,3 Prozent Weißen, 0,1 Prozent Afroamerikanern, 0,3 Prozent amerikanischen Ureinwohnern, 0,5 Prozent Asiaten und 7,5 Prozent aus anderen ethnischen Gruppen; 1,3 Prozent stammten von zwei oder mehr Ethnien ab. 20,7 Prozent der Einwohner waren spanischer oder lateinamerikanischer Abstammung.
Von den 1.866 Haushalten hatten 28,2 Prozent Kinder oder Jugendliche, die mit ihnen zusammen lebten. 57,2 Prozent waren verheiratete, zusammenlebende Paare 8,6 Prozent waren allein erziehende Mütter und 31,1 Prozent waren keine Familien. 28,6 Prozent waren Singlehaushalte und in 16,0 Prozent lebten Menschen im Alter von 65 Jahren oder darüber. Die durchschnittliche Haushaltsgröße betrug 2,37 und die durchschnittliche Familiengröße betrug 2,90 Personen.
23,6 Prozent der Bevölkerung war unter 18 Jahre alt, 6,0 Prozent zwischen 18 und 24, 22,6 Prozent zwischen 25 und 44, 26,9 Prozent zwischen 45 und 64 und 20,9 Prozent waren 65 Jahre alt oder älter. Das Medianalter betrug 43 Jahre. Auf 100 weibliche Personen kamen 92,7 männliche Personen und auf 100 Frauen im Alter von 18 Jahren oder darüber kamen 90,5 Männer.
Das jährliche Durchschnittseinkommen eines Haushalts betrug 29.396 USD, das Durchschnittseinkommen einer Familie betrug 34.966 USD. Männer hatten ein Durchschnittseinkommen von 24.844 USD, Frauen 20.431 USD. Das Prokopfeinkommen betrug 17.127 USD. 13,4 Prozent der Familien und 18,8 Prozent der Einwohner lebten unterhalb der Armutsgrenze.

## Städte und Gemeinden
- Junction
- London
- Roosevelt
- Segovia